# Rotava
Rotava település Csehországban, a Sokolovi járásban. Rotava Jindřichovice, Stříbrná, Šindelová, Oloví és Kraslice településekkel határos. Lakosainak száma 2798 fő (2024. január 1.).

## Népesség
A település lakosságának változását az alábbi diagram mutatja:
| Lakosok száma | 2248 | 2572 | 4563 | 1477 | 3784 | 3449 | 3037 | 2999 | 2809 | 2798 |
|               | 1869 | 1890 | 1921 | 1950 | 1980 | 2001 | 2017 | 2019 | 2022 | 2024 |